# Ziegenberg (Naturschutzgebiet, Paderborn)
Das Naturschutzgebiet Ziegenberg liegt auf dem Gebiet der Stadt Paderborn in Nordrhein-Westfalen. Das Gebiet erstreckt sich südwestlich der Kernstadt Paderborn und östlich von Wewer, einem südwestlichen Stadtteil von Paderborn. Am östlichen Rand des Gebietes verläuft die A 33, westlich die Landesstraße L 756 und östlich die L 755. Die Lohne fließt durch das Gebiet hindurch. Westlich und im nordwestlichen Bereich durch das Gebiet hindurch fließt die Alme, ein linker Zufluss der Lippe. Südlich schließt sich direkt das etwa 2,8 ha große Naturschutzgebiet Ziegenberg (Borchen) auf dem Gebiet der Gemeinde Borchen im Kreis Paderborn an. Beide Naturschutzgebiete zusammen sind ungefähr deckungsgleich mit dem FFH-Gebiet Ziegenberg.

## Bedeutung
Das etwa 81 ha große Gebiet wurde im Jahr 1980 unter der Schlüsselnummer PB-028 unter Naturschutz gestellt.
Das geschützte Gebiet ist im oberen, östlichen Teil geprägt durch steinreiche Ackerflächen (Schlüter'scher Plan) und ehemals weite Hudeflächen, die sich als miteinander verbundene Ruderalflächen in ihrer Vegetation deutlich von dem außerhalb liegenden Bockfeld oder der Rhön unterschieden. Ursache waren die während der Kriegszeit erfolgten Schotterungen zur Verlängerung des Mönkeloher Militärflughafens. Zu dieser Zeit unter britischem Beschuss und Bombardierung stehend, gibt es im gesamten Ziegenberg zahlreiche Bombentrichter und vermutlich auch noch immer Munitionsreste. Der größte Teil der oberen Fläche ist jedoch mit außergewöhnlich artenreichem Laubmischwald bewachsen, der sich größtenteils dem Engagement des Eigentümers Reinhard Freiherr von und zu Brenken (1892–1957) aus Wewer verdankt.
Durch Ratsbeschluss der Stadt Paderborn wurde das Gebiet Ziegenberg trotz laufender Unterschutzstellung durch die Trasse der A 33 angeschnitten, was gleich zu Beginn zu großem Gebietsverlust führte. Die Ruderalflora am Rand des Schlüter'schen Plans ging dadurch verloren, darunter u. a. auch das einzige dortige Vorkommen des Morgenländischen Zackenschötchens, eines recht hohen, gelbblühenden Kreuzblütlers. Auch die auffällige Feldrandflora östlich der Autobahn wurde auf Dauer zerstört, eine vergleichbare Flora hat sich nicht neu entwickelt.
Durch die Beendigung der früheren Schafhudewirtschaft trat auf den Freiflächen des Ziegenbergs, soweit sie nicht als Acker bewirtschaftet werden, nach und nach eine Verbuschung mit folgender Bewaldung ein.
Die recht breite Lohne mit ihren Zuflüssen Alte Alme (Pütt) und Alme ist beidseits von Wiesen und Äckern umgeben. Im östlichen Teil ist das von der Barkhauser Brücke aus der Rest der Werdelwiese und von Süden her die Bornmeßge als ehemalige Obstwiese. Im westlichen Teil liegt im Norden die Mühlenbreite und im Süden finden sich die zu Acker umgebrochenen ehemaligen Flößwiesen, die „Großen Wiesen“.
Bei allem noch vorhandenem Artenreichtum an Flora und Fauna besteht die größte Gefahr heute in der ungehemmten Freizeitnutzung unter Missachtung der Schutzvorschriften: Das Verlassen der Wege durch Spaziergänger und Mountainbike-Fahrer mit der Anlage von Trampelpfaden, das Picknicken, Reiten, Schwarzangeln und Hinterlassen von Unrat, doch besonders die zunehmende Zahl großer Hunde, für die die Wiesen und Bäche als Freilaufflächen genutzt werden.